# Берк (Південна Дакота)
Берк (англ. Burke) — місто (англ. city) в США, в окрузі Ґреґорі штату Південна Дакота. Населення — 575 осіб (2020).

## Географія
Берк розташований за координатами 43°10′58″ пн. ш. 99°17′32″ зх. д. / 43.18278° пн. ш. 99.29222° зх. д. (43.182821, -99.292304).  За даними Бюро перепису населення США в 2010 році місто мало площу 1,45 км², уся площа — суходіл.

## Демографія
Згідно з переписом 2010 року, у місті мешкали 604 особи в 324 домогосподарствах у складі 161 родини. Густота населення становила 417 осіб/км².  Було 398 помешкань (275/км²).
Расовий склад населення:
| - 94,2 % — білих - 3,5 % — корінних американців - 0,2 % — чорних або афроамериканців |

До двох чи більше рас належало 2,0 %. Частка іспаномовних становила 0,7 % від усіх жителів.
За віковим діапазоном населення розподілялося таким чином: 17,9 % — особи молодші 18 років, 52,6 % — особи у віці 18—64 років, 29,5 % — особи у віці 65 років та старші. Медіана віку мешканця становила 52,2 року. На 100 осіб жіночої статі у місті припадало 80,3 чоловіків;  на 100 жінок у віці від 18 років та старших — 77,8 чоловіків також старших 18 років.
Середній дохід на одне домашнє господарство  становив 51 418 доларів США (медіана — 33 333), а середній дохід на одну сім'ю — 67 091 долар (медіана — 44 896). Медіана доходів становила 38 036 доларів для чоловіків та 31 518 доларів для жінок. За межею бідності перебувало 19,5 % осіб, у тому числі 27,4 % дітей у віці до 18 років та 20,4 % осіб у віці 65 років та старших.
Цивільне працевлаштоване населення становило 257 осіб. Основні галузі зайнятості: освіта, охорона здоров'я та соціальна допомога — 26,5 %, фінанси, страхування та нерухомість — 16,7 %, роздрібна торгівля — 12,5 %, сільське господарство, лісництво, риболовля — 11,3 %.